# Волчиха (река, впадает в Бычье озеро)
Волчи́ха — река в России, протекает в Волчихинском районе Алтайского края. Длина 42 км, площадь бассейна — 785 км².
Волчиха берёт начало северо-восточнее районного центра, — села Волчиха, и течёт на юго-запад.
Протекает через Касмалинский бор.
На реке имеются две запруды.
Река впадает в солёное озеро Бычье.
У устья на Волчихе расположено село Усть-Волчиха.